# Paulsdorfer Bach
Der Paulsdorfer Bach ist ein Bach im sächsischen Osterzgebirge. Er mündet nach etwa östlichem Lauf in Dippoldiswalde-Paulsdorf in den untersten Lämmergrundbach.

## Verlauf
Seinen Ursprung hat er in der Paulsdorfer Heide wenig südöstlich von Klingenberg-Paulshain an der Stelle, wo der Dippoldiswalder Fußweg in den Wald eintritt. Er fließt in östlicher bis nordöstlicher Richtung auf Paulsdorf zu und dann durch den Ort. Dort mündet er orografisch von links in den Lämmergrundbach, wenige Meter vor dessen Einfluss in seine Mündungsbucht an der von der Roten Weißeritz durchflossenen Talsperre Malter.  Der Lämmergrundbach wird auch teils vor seiner Mündung als Paulsdorfer Bach bezeichnet. 